# Paweł Wiekiera
Paweł Wiekiera (ur. 14 stycznia 1978 w Stargardzie) – polski koszykarz, reprezentant kraju występujący na pozycjach silnego skrzydłowego oraz środkowego.
Ostatni sezon w karierze spędził w GTK Fluor Britam Gliwice.
W sezonie 2005/2006, jako szósty zawodnik w historii i zaledwie drugi Polak osiągnął triple-double w Polskiej Lidze Koszykówki.

## Osiągnięcia
Drużynowe
- Mistrz Polski (2002)
- Wicemistrz Polski (1997)
- Brązowy medalista mistrzostw Polski (2003)
- Finalista Superpucharu Polski (2001)
- Uczestnik rozgrywek:
  - Pucharu Koracia (1996–1999)
  - Euroligi (2001–2003)
- Awans do I ligi z RosąSport Radom (2010)

Indywidualne
- Największy postęp PLK (1999 według Gazety)[3]
- Uczestnik:
  - meczu gwiazd:
    - PLK (1999, 2005)[4]
    - Polska – Gwiazdy PLK (1999 – powołany – nie wystąpił, 2000)[5][6]

  - konkursu wsadów PLK (1999)[7]

Reprezentacja
- Uczestnik kwalifikacji do mistrzostw Europy (1999, 2003)